# Ivan Mermolja
Ivan Mermolja, slovenski politik, * 14. december 1875, Nemška vas † 19. oktober 1943, Nemška vas, Ribnica.
Končal je ljudsko šolo, nato pa se je samoizobraževal. Od leta 1909 do 1919 je vodil Goriško eksportno zadrugo. Bil je med ustanovitelji Slovenske kmetske stranke za Goriško. Aprila 1919 se je pridružil gibanju za ustanovitev Samostojne kmetijske stranke in spisal brošuro Kdo je kriv?, v kateri polemizira z vodstvom SLS. Bil je član Ustavodajne skupščine.